# Fearne Cotton
Fearne Cotton (née le 3 septembre 1981 à Northwood) est une animatrice de télévision et de radio britannique.

## Biographie
Elle est la fille de Mick et Lyn Cotton, le créateur de logos comme celui de Live Aid et une médecin non conventionnelle. Elle grandit à Eastcote et va à la Haydon School. Bill Cotton, le producteur de télévision, est le cousin de son grand-père paternel.
En 2012, elle devient la compagne du guitariste Jesse Wood qui est le père de ses enfants.

## Carrière

### Télévision
Elle commence sa carrière à l'âge de 15 ans après avoir remporté un concours pour présenter le Disney Club le matin sur GMTV. Elle part en 2000 pour d'autres projets sur CITV.
En 2001, elle vient sur CBBC pour animer Eureka TV, émission scientifique pour les enfants. De 2001 à 2003, elle anime Finger Tips, une émission de peinture, en compagnie de Stephen Mulhern, puis Smile et The Saturday Show, Only in America avec Reggie Yates.
En 2003, Fearne Cotton apparaît pour la première fois auprès du grand public dans Top of the Pops. Elle présente cette émission jusqu'en 2006. Elle est également présente pour des émissions caritatives, notamment de Comic Relief.
En mai 2006, elle donne le vote du Royaume-Uni au Concours Eurovision de la chanson
À l'été 2006, Fearne Cotton arrive sur ITV pour la deuxième saison de l'émission de télé-réalité Love Island  avec Patrick Kielty à la place de Kelly Brook. Elle succède à Ben Shephard dans The Xtra Factor sur ITV2.
En 2007, elle anime avec Terry Wogan l'émission de la sélection du représentant britannique pour le Concours Eurovision de la chanson 2007. Mais à la fin de la soirée, les deux animateurs annoncent des vainqueurs, c'est Fearne Cotton qui a raison et Wogan qui s'est trompé. Elle présente de nouveau le vote du Royaume-Uni lors du Concours.
Elle démissionne d'ITV pour tenter une carrière aux États-Unis. Elle anime la sixième saison de Last Comic Standing à côté de Bill Bellamy.
De retour en Angleterre, elle est une capitaine d'une équipe de candidats dans Celebrity Juice. Elle s'arrête le temps de sa maternité en 2013, l'intérim est assurée par Kelly Brook.
Depuis 2016, elle présente Fearne & Gok: Off The Rails en compagnie de Gok Wan sur ITVBe.

### Carrière à la radio
En septembre 2005, elle rejoint BBC Radio 1 pour présenter l'émission du vendredi matin avec Reggie Yates. Le 14 octobre 2007, ils présentent pour la première fois The Official Chart. Le 21 septembre 2009, elle anime l'émission du matin du lundi au vendredi. Le 27 février 2015, elle annonce qu'elle est enceinte de son deuxième enfant et qu'elle quittera BBC Radio 1.
Elle revient à la radio en juillet 2016 sur BBC Radio 2 pour assurer l'intérim estival de Graham Norton dans l'émission du samedi de 10h à 13h. Elle remplace Ken Bruce une semaine le 24 octobre 2016 et une autre le 13 février 2017.

## Source de la traduction
- (en) Cet article est partiellement ou en totalité issu de l’article de Wikipédia en anglais intitulé « Fearne Cotton » (voir la liste des auteurs).